# Trutz Graf Kerssenbrock

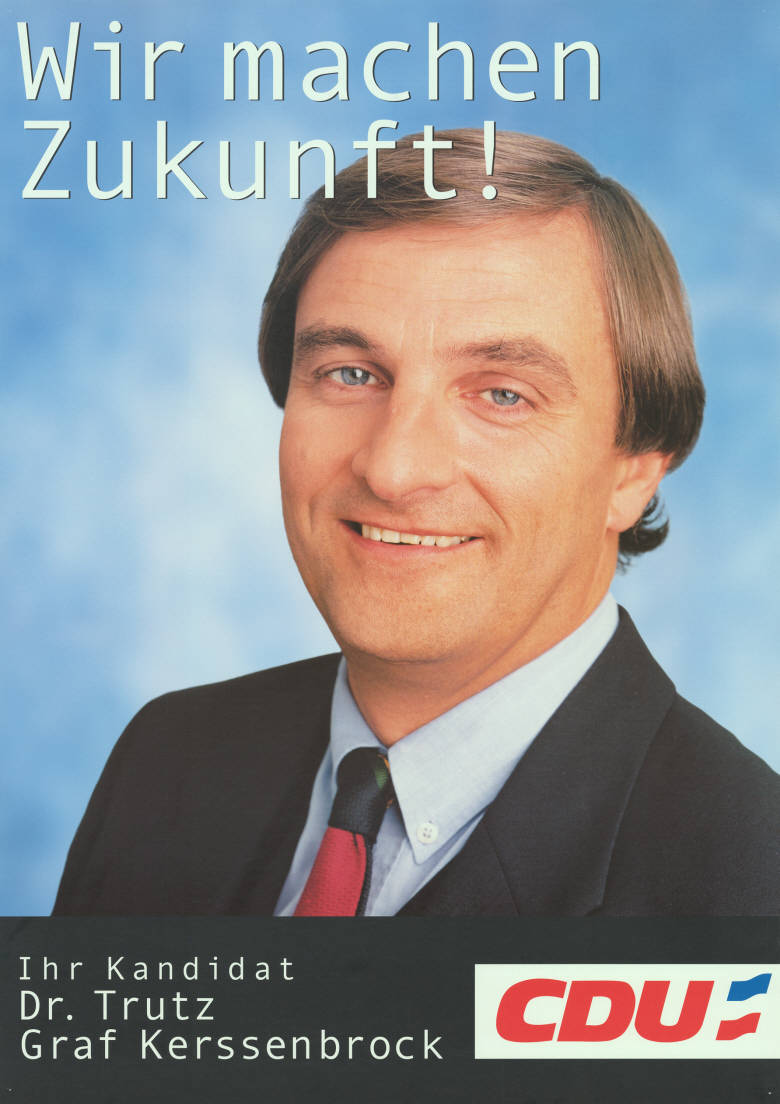
Trutz Graf Kerssenbrock auf einem Landtagswahlplakat 2000

Trutz Graf von Korff gen. Schmising-Kerssenbrock, meist zu Graf Kerssenbrock gekürzt, (* 1. Januar 1954 in Kiel) ist ein deutscher Rechtsanwalt und Notar sowie Politiker (CDU).

## Familie
Trutz Graf Kerssenbrock stammt aus der Familie von Korff. Er ist der Sohn von Günter von Korff (1923–1988) und dessen Ehefrau Marret Gleiss (1921–2001).
Kerssenbrock ist seit 1983 mit Dagmar Gräfin Kerssenbrock, geborene Steinbrink (* 10. Juli 1959) verheiratet, die von 2017 bis 2018 dem Verwaltungsrat des NDR vorstand. Das Paar hat folgende Kinder.
- Rembert (* 19. Januar 1985)
- Freya von Korff (* 30. Dezember 1986), Autorin
- Rupert (* 29. März 1989)

## Leben
Nach dem Abitur 1972 absolvierte er ein Studium der Rechtswissenschaft und der Mittleren und Neueren Geschichte, welches er 1977 mit dem ersten und 1981 mit dem zweiten juristischen Staatsexamen beendete. Seit 1983 ist er als Rechtsanwalt zugelassen. 1985 erfolgte seine Promotion zum Dr. jur. Seit 1991 ist er außerdem Notar und Fachanwalt für Verwaltungsrecht. Kerssenbrock gab seinen Doktorgrad 1988 zunächst wegen angeblicher Verfahrensmängel bei der Promotion zurück, wurde später allerdings rehabilitiert.

## Politik
Seit 1970 ist Kerssenbrock Mitglied der CDU. Von 1980 bis 1983 gehörte er dem Kreistag von Stormarn an.
Kerssenbrock war zunächst von 1983 bis 1988 Mitglied des Landtages von Schleswig-Holstein. Hier gehörte er 1987/1988 dem Untersuchungsausschuss zur Aufklärung der Barschel-Affäre an. Aufgrund seiner Unnachgiebigkeit im Untersuchungsausschuss gegenüber Parteifreunden wurde er auch aus den eigenen Reihen kritisiert. Bei der vorgezogenen Landtagswahl 1988 wurde Kerssenbrock auf der Landesliste der CDU nicht abgesichert. Er trat als Direktkandidat im Wahlkreis Stormarn an, wurde aber nicht gewählt.
Von 2000 bis 2005 gehörte er erneut dem Landtag von Schleswig-Holstein an.
Er versuchte sich 2020 gegen Thomas Stritzl und Juliane Müller-Weigel als Direktkandidat der CDU für den Wahlkreis Kiel zur Bundestagswahl 2021 aufstellen zu lassen. Mit fünf (von 257 abgegebenen) Stimmen kam er auf den letzten Platz der drei Bewerber.

## Schriften
- Der Rechtsschutz des Parteimitgliedes vor Parteischiedsgerichten (= Schriften zum Parteienrecht, Bd. 10). Nomos, Baden-Baden 1994, ISBN 3-7890-3197-6 (Dissertation Universität Kiel).
- mit Hans-Peter Bartels: Abgewählt? Wie den Parteien das Volk abhanden kam. ECON-Verlag, Düsseldorf 1994, ISBN 3-430-11187-0.

## Belege
1. ↑  BERUFLICHES: Trutz Graf Kerssenbrock. In: Der Spiegel. Band 22, 27. Mai 1991 (spiegel.de [abgerufen am 8. August 2018]).
2. ↑  Michael Kluth: Kieler CDU tritt mit Thomas Stritzl an. In: kn-online.de. 29. August 2020, abgerufen am 30. August 2020 (eingeschränkter Zugang).

| Personendaten    | Personendaten                                                             |
| ---------------- | ------------------------------------------------------------------------- |
| NAME             | Kerssenbrock, Trutz Graf                                                  |
| ALTERNATIVNAMEN  | Korff genannt Schmising-Kerssenbrock, Trutz Graf von (vollständiger Name) |
| KURZBESCHREIBUNG | deutscher Politiker (CDU), MdL                                            |
| GEBURTSDATUM     | 1. Januar 1954                                                            |
| GEBURTSORT       | Kiel                                                                      |